# Dodge Polycar
De Dodge Polycar was een conceptauto van het Amerikaanse concern Chrysler. De auto was een variant van de Chrysler LeBaron bedoeld om lichtgewicht-materialen uit te testen. Polycar komt van het materiaal polymeer en was de naam van de eerste versie uit 1978. De verbeterde auto uit 1980 werd ook PXL genoemd, wat stond voor Polymeric eXtra Light. In de auto werden veelvuldig onderdelen vervangen door equivalenten uit composietmaterialen, plastic en glasvezel. Zo slaagde men erin om de Polycar 300 kg lichter te maken dan de productiewagens uit die tijd. Hiermee werd het brandstofverbruik terug gedrongen zonder aan ruimte in te boeten. De bedoeling is om die voordelen op lange termijn ook toe te passen op de productiemodellen.